# Zmiana zawodników w koszykówce
Ten artykuł opisuje zagadnienie koszykarskie zgodne z normami FIBA.
Zasady w ligach NBA, NCAA lub innych mogą różnić się od tutaj przedstawionych.

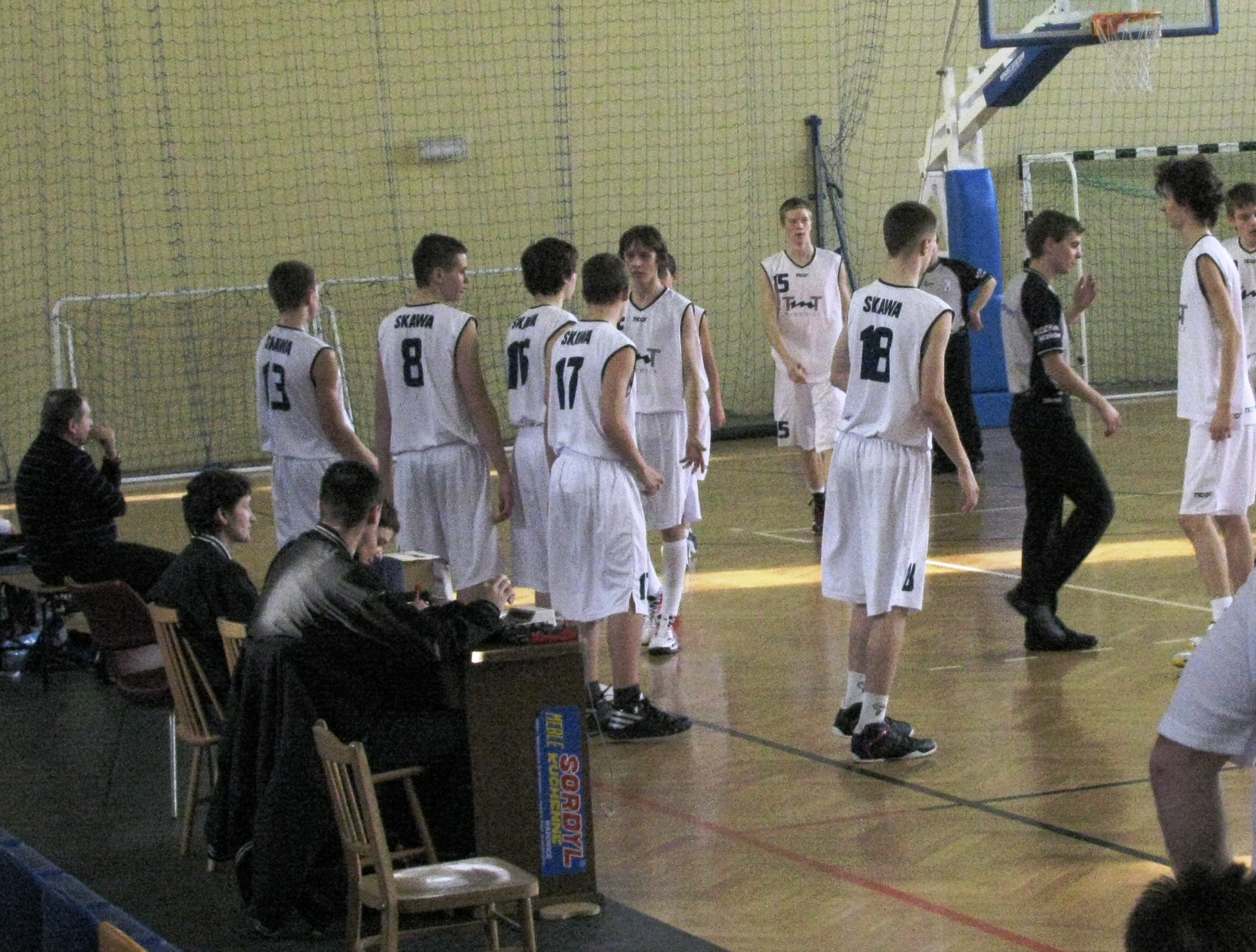
Zmiana wielu zawodników jednocześnie; widać, jak zmiennicy pozostają za linią autu boiska

"Zmiana" (ang.: substitution) – w koszykówce zamiana zawodników, wiążąca się z przerwą w grze, polegająca na zejściu z boiska zawodnika do tej pory grającego i wejście na boisko jego zmiennika.

## Możliwość dokonania zmiany
Zmiany można dokonać, gdy:
- piłka stała się martwa (zmiany wtedy mogą dokonać obie drużyny)
- w dwóch ostatnich minutach czwartej kwarty i w dogrywkach, drużyna zdobyła punkty (zmiany może dokonać tylko drużyna przeciwna)

Zmiana w drużynie zdobywającej kosz w dwóch ostatnich minutach czwartej kwarty i w dogrywkach nie może zostać przyznana. Wyjątkiem jest sytuacja, w której sędzia zatrzymuje grę.
Powyższe sytuacje oficjalnie nazywane są możliwością dokonania zmiany.

## Procedura

### Typowa procedura zmiany podczas meczu
1. Zawodnik zgłasza chęć zmiany. Chęć dokonania zmiany może zgłosić wyłącznie zawodnik chcący się zmienić (a nie np. trener (lub asystent), jak w wypadku przerwy na żądanie). Zmiennik dokonuje tego, poprzez podejście do stolika sędziowskiego i poinformowanie sekretarza o chęci zmiany słownie, lub poprzez umowny znak.
2. Zmiennik siada na "ławce/krześle zmian". "Łakwi zmian" znajdują się po obu stronach stolika sędziowskiego. Na ww. ławce musi siedzieć zmiennik do momentu nastąpienia zmiany.
3. Sekretarz informuje sędziów o chęci zmiany. Sekretarz siedzący przy stoliku sędziowskim dokonuje tego poprzez specjalny sygnał dźwiękowy. Dokonuje on tego w momencie rozpoczęcia najbliższej możliwości dokonania zmiany. W tym momencie zmiana już nie może zostać wycofana.
4. Sędzia na boisku potwierdza zmianę. Po poinformowaniu sędziów o chęci zmiany przez sekretarza, sędzia główny poprzez sygnał gwizdkiem i specjalny znak, zezwala na dokonanie zmiany.
5. Następuje zmiana. Zmiennik musi pozostać poza boiskiem do czasu, gdy zawodnik z którym się zmienia, zejdzie z boiska. Zazwyczaj w tym momencie dochodzi do poinformowania zmiennika o zawodniku którego ma kryć lub podania miejsca w strefie.
6. Zawodnik zmieniony siada na ławkę drużyny. Zmieniony zawodnik (w przeciwieństwie do zmieniającego) nie musi zgłaszać się do sekretarza, ani nigdzie indziej. Powinien natychmiast wrócić na swoją ławkę.

### Zmiana podczas przerwy na żądanie
Zmiana może zostać dokonana również podczas przerwy na żądnie. Wtedy również musi ona zostać zgłoszona do sekretarza.

### Zmiana podczas przerwy meczu
Zmiana może zostać dokonana również podczas przerwy między kwartami.
- Jeśli zmiana została dokonana w przerwie między kwartą 1. i 2., lub 3. i 4., musi być zgłoszona do sekretarza.
- Zmiany dokonane w przerwie meczu pomiędzy 2. i 3. kwartą, nie muszą zostać zgłoszone sekretarzowi.

### Zmiana przymusowa

#### Sytuacje przymusowej zmiany zawodnika
Przymusowo zmieniony zostaje zawodnik, który popełnił 5 fauli, lub faul dyskwalifikujący. Zmieniony może zostać również zawodnik, który dokonał kontuzji.
Zawodnik zdyskwalifikowany poprzez faul dyskwalifikujący, lub popełnienie 5 przewinień, musi opuścić boisko w ciągu maksymalnie 30 sekund. W przeciwnym razie traktowane jest to jako przedłużenie zmiany.

#### Zmiana przymusowa, a rzuty wolne
Jeśli zawodnik, który został zdyskwalifikowany, popełnił piąty faul, lub doznał kontuzji uniemożliwiającej mu dalsze kontynuowanie gry, ma wykonać rzuty wolne, za niego może je wykonać zmiennik. Zmiennik musi pozostać na boisku do momentu nastąpienia najbliższej możliwości dokonania zmiany.

## Moment dokonania zmiany
Przepisy regulują konkretny moment w którym zmiennik staje się zawodnikiem, a zawodnik - zmiennikiem. Następuje to gdy:
- sędzia przywołuje zmiennika na boisko
- podczas przerwy na żądanie lub przerwy meczu, zmiennik zgłasza zmianę do sekretarza.

## Błędy przy zmianie
Błędem jest przedłużanie zmiany. Zmiana powinna nastąpić jak najszybciej. Jeśli będzie przedłużana, sędzia może uznać ją jako przerwa na żądanie trenera. W wypadku nieposiadania przez drużynę żadnej przerwy na żądanie do dyspozycji, trener zostaje ukarany faulem technicznym za opóźnianie wznowienia gry.

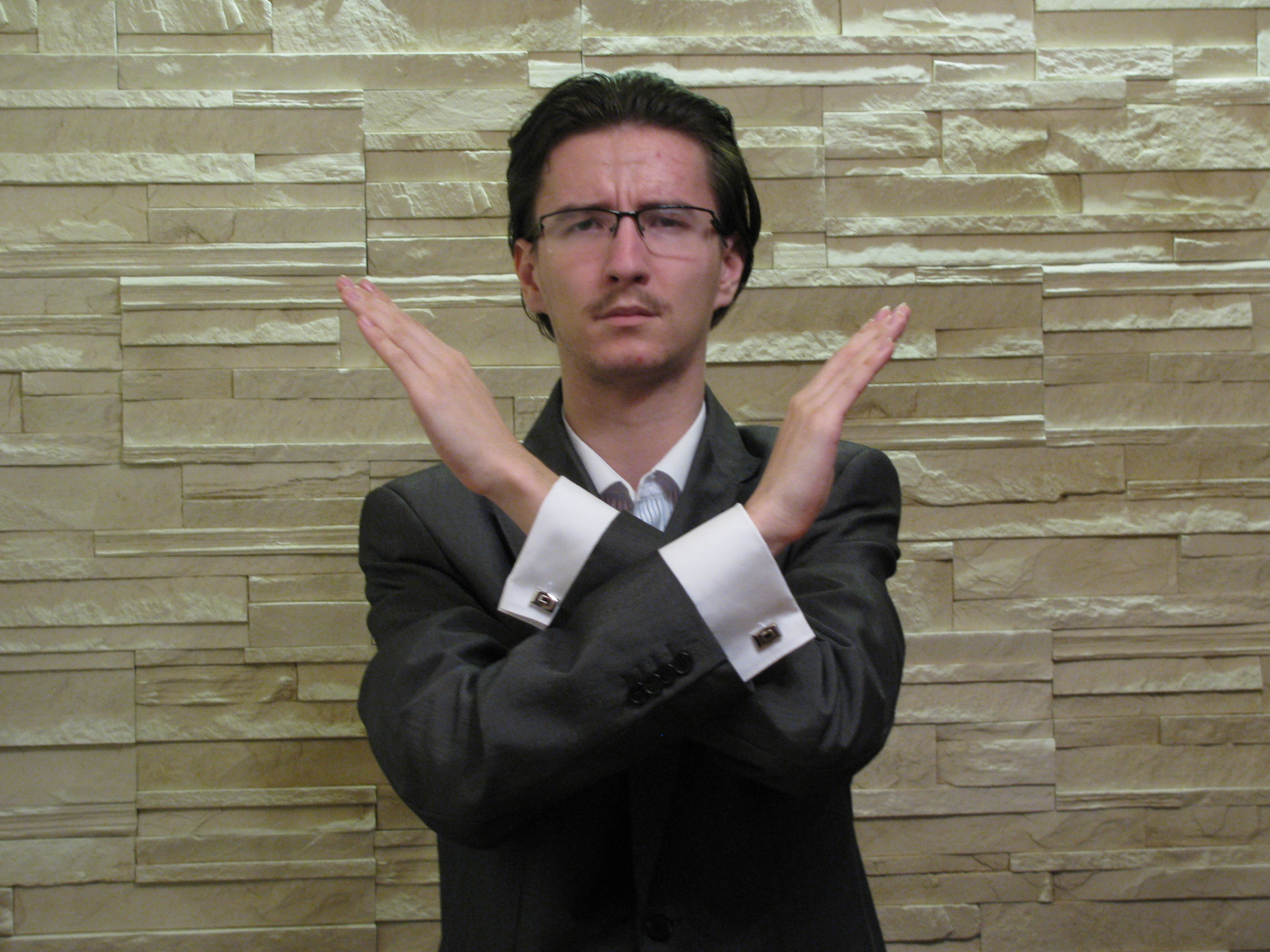
W ten sposób sędzia informuje o zmianie

## Symbol zmiany
Zmianę pokazuje się poprzez skrzyżowanie przedramion. Sędzia dodatkowo informuje o zmianie krzyżując przedramoiona jednocześnie z gwizdkiem.